# Directive sur les services de paiement
Pour les articles homonymes, voir DSP.

Logographie de la directive

La Directive sur les services de paiement (DSP) est une directive européenne concernant les prestataires de services de paiement au sein du marché intérieur, publiée au journal officiel de l'Union européenne.
La DSP 1 est adoptée le 13 novembre 2007, elle est publiée le 5 décembre 2007. Celle-ci est abrogée et remplacée par la DSP 2 adoptée le 25 novembre 2015.

## Première directive sur les services de paiements (DSP 1)
La DSP 1 est adoptée le 13 novembre 2007, elle est publiée le 5 décembre 2007. Elle est transposée dans les droits nationaux et mise en œuvre par tous les États membres avant le 1er novembre 2009.
La directive vise à garantir un accès équitable et ouvert aux marchés des paiements et à renforcer la protection des consommateurs. Avant son entrée en vigueur, chaque État membre applique en effet ses propres règles en matière de paiements, et les paiements effectués entre ces systèmes cloisonnés représentent un coût annuel de 2 à 3 % du PIB. Cela limite les prestataires de services de paiement (PSP) d’offrir des services compétitifs sur l'ensemble du territoire de l'UE. Il est attendu de la suppression de ces barrières une réduction des coûts de 28 milliards d'euros par an pour l'ensemble de l'économie de l'UE. Cette directive présente des avantages importants pour tous les utilisateurs des services de paiement. Elle prévoir de permettre de réaliser les paiements électroniques effectués en euros ou au niveau national dans un délai maximal d'un jour après l'envoi de l'ordre de paiement. Elle donne un fondement juridique au lancement de systèmes de paiement transfrontaliers par prélèvement bancaire. Elle vise également à réduire les prix et élargir le choix pour les utilisateurs en encourageant la concurrence sur le marché et en permettant à des institutions non bancaires d'entrer sur les marchés des paiements, avec la création du statut d'établissement de paiement.
Elle définit les micropaiement (Article 34) et permet une mise en œuvre simplifiée de la monnaie électronique et des services de paiement de montants unitaires inférieurs à 30 € ou la mise en œuvre d'autorisation de limite de dépense inférieure à 150 €.
La directive fournit la base juridique nécessaire à la création de l'Espace unique de paiement en euros (SEPA) qui prévoit l'harmonisation de certains moyens de paiement. L'espace unique de paiement en euros est une initiative du secteur bancaire européen, représenté par le Conseil européen des paiements, avec le soutien de la Commission européenne (CE) et de la Banque centrale européenne (BCE). La CE et la BCE considèrent le SEPA comme un marché intégré pour les services de paiement qui doit faire l'objet d'une concurrence réelle et sur lequel il ne doit pas y avoir de distinction entre les paiements nationaux et les paiements transfrontaliers en euros à l'intérieur de la zone SEPA.
Cela implique la suppression de toutes les barrières techniques, légales et commerciales entre les marchés nationaux des paiements.

## Deuxième directive sur les services de paiements (DSP 2)
La Commission européenne adopte le 24 juillet 2013 un paquet législatif contenant une nouvelle directive sur les services de paiement, dite DSP 2, qui abroge la première directive sur les services de paiement DSP 1 (Directive 2007/64/CE) et adopte définitivement par le Parlement européen et le Conseil le 25 novembre 2015 (Directive 2015/2366/UE).
À la suite des travaux de l'Autorité bancaire européenne pour compléter la directive par des normes techniques de réglementation relatives à l'authentification forte du client et à des normes ouvertes communes et sécurisées de communication, le règlement délégué (UE) 2018/389 est adopté le 27 novembre 2017.
Cette directive révisée vise à faciliter l’utilisation des services de paiement électronique sur internet en les rendant moins onéreux et plus sûrs grâce à la prise en compte des services dits d’initiation de paiement, intervenant entre le commerçant et la banque de l’acheteur.
Les prestataires de services de paiement sans carte de crédit seront donc désormais soumis aux mêmes normes de réglementation et de surveillance que tous les autres établissements de paiement.
Cette directive pose le principe du remboursement inconditionnel des prélèvements automatiques, excepté dans le cas où le bien ou service payé a été consommé ou si les pertes sont dues à une négligence de la part de l’utilisateur.
En outre, cette directive révisée rabaisse le plafond que les utilisateurs pourront être tenus d’assumer en cas de paiement non autorisé à la suite d'une perte ou d'un vol de carte de paiement à 50 €, contre 150 € avec la DSP 1.
La directive entre en vigueur partiellement en janvier 2018 et définitivement en septembre 2019 avec la mise en place de l'obligation de l'authentification forte et de l'accès aux informations sur les comptes donnés aux nouveaux prestataires de services de paiement (PSP). L'Autorité bancaire européenne publie en juin 2018 un document précisant que l'authentification forte doit se faire au moyen d'au moins 2 moyens d'authentification parmi 3, et que ces 2 moyens doivent être de type différent parmi la « possession », la « connaissance », et l'« inhérent ».
En juin 2019, l'Autorité bancaire européenne rappelle que le SMS OTP, contenant un mot de passe temporaire unique, est un moyen d'authentification basé sur la « possession » (d'une carte SIM) et non la « connaissance ». Elle indique aussi que l'usage de deux moyens faisant partie de la même catégorie d'authentification, comme le SMS OTP et une carte générant des codes dynamiques, n'est pas confirme à la recommandation d'authentification forte au sens de la DSP 2.  

### Transposition de la directive en France
En France, la Banque de France informe que les établissements français se sont engagés à travers l'Observatoire de la sécurité des moyens de paiement (OSMP) à proposer plusieurs moyens pour s'authentifier en ligne, en particulier pour les personnes qui ne disposent pas d'un ordiphone, les banques doivent donc fournir une alternative à l'usage d'une application à leur clientèle,.:
- soit par la saisie d'un code à usage unique reçu par SMS ou serveur vocal, en plus de la saisie d'un code personnel dans un champ distinct ;
- soit par l'usage d'un dispositif d'authentification sécurisé tel qu'un générateur de code avec clavier, clé USB, lecteur de QR code, etc. en apportant le support et l'assistance nécessaire.

Dans ses rapports 2022 et 2023, publiés en 2023 et 2024, l'Observatoire de la sécurité des moyens de paiements de la Banque de France rappelle que les banques doivent proposer à leur clientèle la liberté des moyens d'authentification et fournir « au moins une méthode alternative et gratuite à l’application mobile sécurisée »,.

## Troisième directive sur les services de paiements (DSP 3)
La troisième directive sur les services de paiements renforce les règles d'authentification — l'Authentification Forte du Client (SCA) — pour améliorer la sécurité des paiements et réduire la fraude, en transférant certaines responsabilités d'authentification des banques aux prestataires de services d'information sur les comptes (AISP). Elle complète la DSP2 sur l'Open banking, facilitant l'accès aux données financières. Elle améliore la transparence et la protection des consommateurs en clarifiant les frais et en renforçant les droits liés aux données personnelles. Elle uniformise les règles des DSP à travers l'UE, limitant les interprétations nationales divergentes des transpositions en intégrant un Règlement sur les services de paiement (RSP1).